# Johann Ludwig Starke
Johann Ludwig Starke (* 1723 in Breslau; † 28. April 1769 in Leipzig) zählte zu den bedeutenden darstellenden Künstlern im nördlichen Deutschland des 18. Jahrhunderts. „Er wurde in allen Rollen bewundert, ‚welche Treuherzigkeit und Laune‘ erforderten. Seine nicht jederzeit fertige Declamation unterstützte er ,durch ein originelles und mannigfaltiges Geberdenspiel‘.“
Ursprünglich wollte er Rechtswissenschaften studieren, entschloss sich aber, zum Theater zu gehen. Er begann seine Schauspielerlaufbahn im Jahr 1741 bei der Schönemann’schen Truppe. Als es im folgenden Jahr zum Streit zwischen Madame Schröder und Schönemann kam, verließ Madame Schröder die Truppe und auch Starke ging mit. Sie gründete in Hamburg eine eigene kurzlebige Gesellschaft, bereits 1743 kehrte Starke jedoch zu Schönemann zurück. Darauf ging er nach Breslau, wo er Schauspielunterricht erteilte und seine spätere Frau Gerhardt kennenlernte. Sie heirateten 1748 und gingen wieder zur Truppe von Schönemann. Sie tourten durch Norddeutschland und spielten lange in Hamburg, aber 1766 kam ein Angebot aus Wien. Starke war dort erfolgreich, seine Frau kam aber nicht gut an. Infolgedessen kehrten beide nach Hamburg zurück, wo sie sich der Truppe von Koch anschlossen, der bereits 1756 die Nachfolge von Schönemann angetreten hatte. 
Starke plante, die Schauspielerei wieder aufzugeben. Er studierte seit 1765 wieder Rechtswissenschaften und machte 1768 seinen Magister. Er starb jedoch überraschend am 28. April 1769.